# Stolt-Nielsen
Pour les articles homonymes, voir Stolt et Nielsen.
 (juin 2009).
Si vous disposez d'ouvrages ou d'articles de référence ou si vous connaissez des sites web de qualité traitant du thème abordé ici, merci de compléter l'article en donnant les références utiles à sa vérifiabilité et en les liant à la section « Notes et références ».
Stolt Nielsen est une entreprise d'aquaculture et de diverses activités maritimes, dont les sièges exécutifs sont basés à Londres et à Rotterdam. Sa direction a été assurée par Niels G. Stolt-Nielsen (PDG) et Jacob Stolt-Nielsen (Chairman).

## Histoire
La société Stolt Nielsen a été fondée en 1959 et a commencé comme Product Tankers avec un bateau certifié. Avant 1963 la société avait ouvert des bureaux à Oslo, en Norvège, aux États-Unis (New York) et au Japon. Elle faisait fonctionner 18 bateaux. En 1971, le premier terminal de stockage a été acquis. Et en 1972, des fermes marines ont été fondées. En 1988, la société a publié une introduction en bourse sur le NASDAQ. En 2005, Stolt-Nielsen a vendu Stolt offshore et en 2006 la ferme marine.
En 2005 : 1,638 million d'USD, résultat d'exploitation 182.4 millions d'USD et revenu net 483.0 millions d'USD (2005).
En novembre 2016 Stolt-Nielsen rachète la compagnie Jo Tankers et ses 13 tankers.

## Organisation
C'est un armement norvégien-luxembourgeois et une société de fruits de mer. La société a deux filiales principales, Stolt-Nielsen le groupe de transport et des fermes marines Stolt. La société a son quartier général à Londres bien que la plupart de ses opérations soient à Rotterdam. Elle est inscrite sur la Bourse d'Oslo et le NASDAQ.
Le groupe de transport Stolt-Nielsen (GTSN) est une des plus grandes sociétés de navire-citerne de colis du monde avec 130 bateaux et huit terminaux. Le groupe de transport Stolt-Nielsen a 4 700 employés.
Stolt Sea Farm est un centre de pisciculture de turbot et de thon qui s'est diversifié à partir 2005 avec le saumon, la truite, le flétan, tilapia, le cabillaud, l'esturgeon (le caviar). Parmi les 15 fermes aquacoles au monde détenues, l'une est située en France : la ferme de l'Adour à Anglet (Pyrénées-Atlantiques).

## Navires

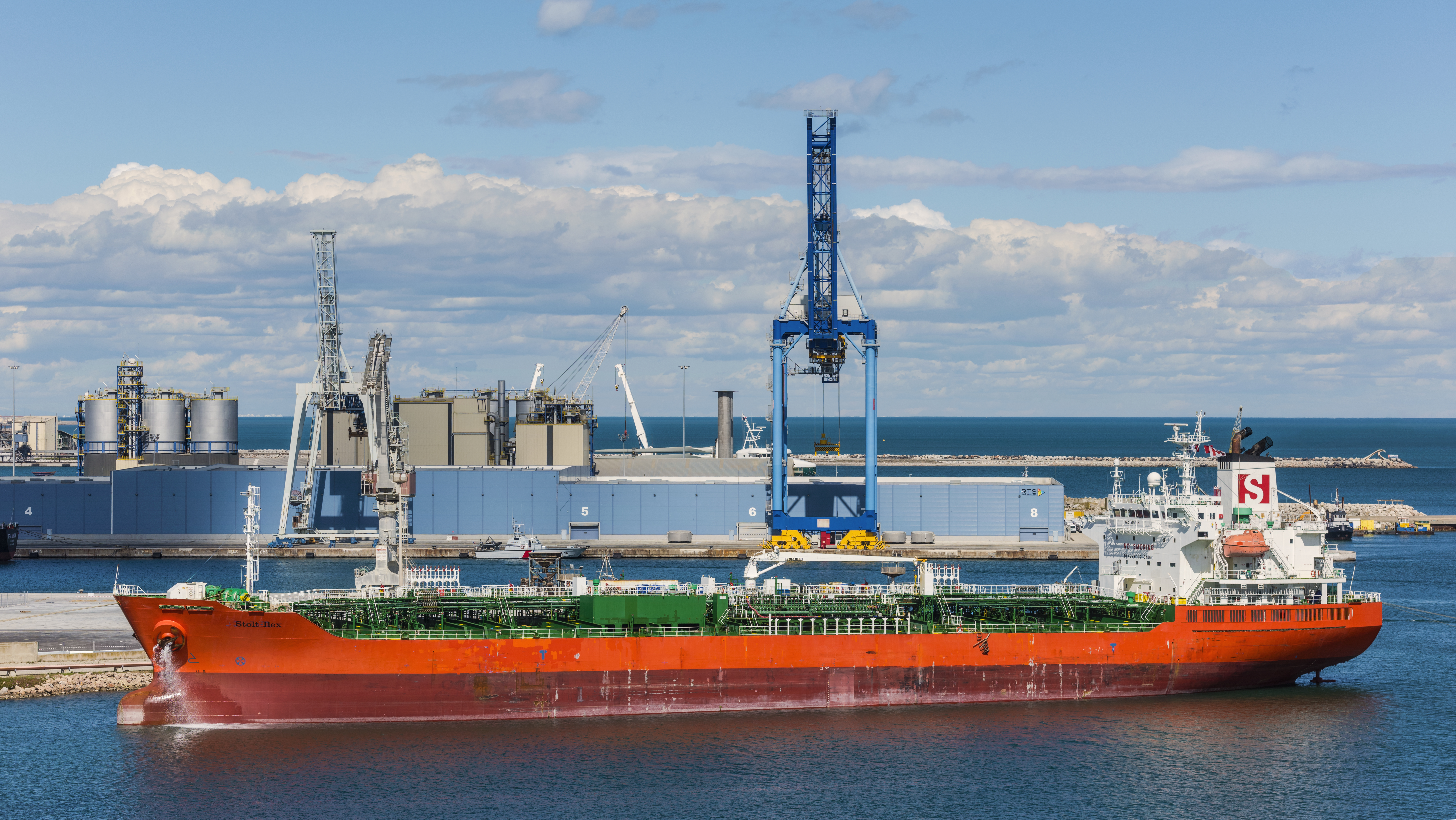
Le Stolt Ilex dans le port de Sète

| Nom        | Année | Pavillon |
| ---------- | ----- | -------- |
| Stolt Ilex | 2010  | Libéria  |
| ...        |       |          |